# Sterben
Sterben è un film del 2024 scritto e diretto da Matthias Glasner.

## Produzione
Le riprese si sono svolte tra il novembre 2022 e l'aprile 2023 tra Berlino, Amburgo, la Baviera, la Renania Settentrionale-Vestfalia e la Bassa Sassonia.

## Promozione
Quattro clip del film sono state diffuse il 15 febbraio 2024.

## Distribuzione
Il film è stato presentato in concorso alla 74ª edizione del Festival internazionale del cinema di Berlino il 18 febbraio 2024.

## Riconoscimenti
- 2024 – Festival internazionale del cinema di Berlino[6]
  - In concorso per l'Orso d'oro